# Tour de Finnevaux
La tour de Finnevaux appelée aussi tour Saint-Clément ou, plus précisément, la tour de l'ancienne église Saint-Clément de Finnevaux, est une tour médiévale classée de la section de Finnevaux faisant partie de la commune de Houyet en Belgique, dans la province de Namur.

## Localisation
La tour se situe à l'intérieur de l'ancien cimetière du village famennien de Finnevaux, dans la partie sud de la localité, le long de la rue du Village, entre les maisons situées aux nos 21 et 27 et à proximité d'une ferme en U blanchie sise au no 25. Elle se dresse à une soixantaine de mètres au sud de l'actuelle église Saint-Clément.

## Historique
Cette tour est le vestige de l'ancienne église Saint-Clément de Finnevaux. Cette église a été bâtie au cours du XIe siècle et peut-être entre 1028 et 1042, Fineval (ancien nom de Finnevaux) dépendant à cette époque de l'abbaye de Stavelot. Vers 1899-1900, le curé de l’époque a ordonné la destruction de la nef médiévale pour récupérer les matériaux nécessaires à la construction d’une nouvelle église dessinée par l’architecte Édouard Van Gheluwe dans le style néo-classique. 

## Description
Cette ancienne tour d'église de plan carré partiellement en ruine est actuellement haute de trois niveaux (deux étages), les parties supérieures et le clocher ayant été détruits. Elle est bâtie en moellons de calcaire et de grès dans le style roman avec des murs d'une épaisseur d'environ 1,5 m à la base. Sur les côtés nord et sud, se trouvent des meurtrières intactes au 1er étage mais élargies au rez-de-chaussée. Sur le côté ouest, une porte cintrée est millésimée de 1765 sur la clé de voûte, résultat de l'une des restaurations qui avaient été apportées à l'édifice initial. Au pied nord de cette tour, une grotte dédiée à Notre-Dame de Lourdes avec une large entrée cintrée a été aménagée.

## Classement
La tour de l'ancienne église Saint-Clément est classée depuis le 17 octobre 1962 et reprise sur la liste du patrimoine immobilier classé de Houyet.